# Dražen Bošnjaković
Dražen Bošnjaković (Vukovar, 6. siječnja 1961.), hrvatski pravnik i političar. Aktualni je sudac Ustavnog suda Republike Hrvatske, od 7. prosinca 2024. godine. Obnašao je dužnost ministra pravosuđa u jedanaestoj Vladi Republike Hrvatske i četrnaestoj Vladi Republike Hrvatske.

## Životopis
Bošnjaković je rođen u Vukovaru 1961. Do osamnaeste godine živio je u Iloku. Bio je odličan učenik, a nakon završene srednje škole otišao je u Zagreb na Pravni fakultet. Na početku karijere Bošnjaković je radio u stručnim službama Skupštine općine Ivanić-Grad, a od 1993. do 1997. bio je tajnik Sisačko-moslavačke županije. Potom je otvorio privatni odvjetnički ured i radio kao odvjetnik sve do ulaska u politiku. Od 2008. obnaša dužnosti državnog tajnika u Ministarstvu pravosuđa, bio je član Središnjeg odbora HDZ-a i deset godina potpredsjednik Županijskog odbora HDZ-a Zagrebačke županije.
Bio je zastupnik u petom, šestom, osmom, devetom i desetom sazivu Hrvatskog sabora.
Obnašao je dužnost ministra pravosuđa u jedanaestoj Vladi Republike Hrvatske i četrnaestoj Vladi Republike Hrvatske.
Izabran je za sudca Ustavnog suda Republike Hrvatske 7. prosinca 2024. godine.
Govori engleski jezik.